# Bhatia lituriceps
Bhatia lituriceps är en insektsart som beskrevs av Walker 1870. Bhatia lituriceps ingår i släktet Bhatia och familjen dvärgstritar. Inga underarter finns listade i Catalogue of Life.